# Калиново (Белгородская область)
Калиново — село Красногвардейского района Белгородской области. Административный центр Калиновского сельского поселения.

## География
Село находится в восточной части Белгородской области, в 15 км к югу по прямой от районного центра, города Бирюча, в 122 км по прямой к востоку от Белгорода.

## История
До января 1968 года называлось Злыднево. По данным «Ревизских сказок» 14 августа 1850 года на хуторе Злыднево Ливенской волости Бирюченского уезда — «при овраге Злыдневском» и при отвершке речки Валуй по левую сторону тракта Бирюч — Валуйки, в 20 верстах от уездного города Бирюча. Хутор считался казенным поселением, его жители не были крепостными, а относились к разряду государственных крестьян. Домохозяйства Злыдневых, Казаковых и других родов были крупными, в них входило по несколько семей: домохозяйство Волкова Кондрата Мартыновича — 42 человека, Казакова Иосифа Григорьевича — 34 человека, Литвинова Иова Алексеевича — 20 чел, Елецкого Пантелеймона Гавриловича — 28.
К концу XIX века основные занятия хуторян — хлебопашество (1333 десятины земли) и пчеловодство. На хуторе держали 500 ульев.
Особый толчок развитию села дало открытие железнодорожного сообщения Харьков — Балашов (дорога прошла в 3 верстах от хутора). В Злыдневе появились ветряные мельницы, крупорушка, маслобойни, мелочные лавки и винная лавка купца 2 гильдии И.С. Поминова.
В 1900 году на Ливенской волости Бирюченского уезда хуторе Злыдневе — 132 двора, 1283 десятины надельной земли, церковь, 2 общественных здания, 5 ветряных мельниц, мелочные и винная лавки.
В 1932 года хутор Злыднев числится в Валуянском сельском Совете Буденновского (позже — Красногвардейского района Белгородской области) района.
В 1968 году указом президиума ВС РСФСР село Злыднево переименовано в Калиново.

## Население
В 1850 году на хуторе — 36 домохозяйств и 490 душ мужского и женского пола.
В 1890 году хутор Злыднево — это 142 хозяйства, 1133 жителя (593 мужчины и 540 женщин).
В 1900 году на хуторе Злыдневе было 950 хуторян (491 мужчин и 459 женщин).
В 1932 году в Злыдневе насчитывалось 1309 жителей.
В 1979 году в селе Калинове — 643 жителя, в 1989 году — 654 (308 мужчин и 346 женщин); в 1997 году в селе — 276 хозяйств, 646 жителей.
| 1859 | 1897 | 2002 | 2010 |
| ---- | ---- | ---- | ---- |
| 490  | ↗923 | ↘615 | ↘563 |